# Enese
Enese község Győr-Moson-Sopron vármegyében, a Győri járásban.

## Fekvése
Magyarország északnyugati részén, a Rábaköz–Tóköz–Hanság találkozásánál, Győrtől 17 kilométerre nyugatra, Csornától 14 kilométerre keletre helyezkedik el.
A közvetlenül határos települések: észak felől Mosonszentmiklós, kelet felől Rábapatona, dél felől Rábacsécsény, nyugat felől Kóny, északnyugat felől pedig Bezi és Győrsövényház.

### Megközelítése
Legfontosabb közúti megközelítési útvonalai a 85-ös főút, illetve az M85-ös autóút: az előbbi kelet-nyugati irányban végighalad a központján, utóbbi pedig északról kerüli el azt, és egy csomópontja is van, Enese legészakibb házaitól alig fél kilométerre.
Az északi és déli szomszédságában fekvő településekkel a 8417-es út köti össze.
A hazai vasútvonalak közül a települést a Győr–Sopron-vasútvonal érinti, amelynek egy megállási pontja van itt. Enese vasútállomás a község déli felében helyezkedik el, közvetlenül a 85-ös főút mellett.

## Története
A község 6000 éves múlttal büszkélkedhet. 2002 nyarán Langó Péter régész végzett ásatást Enese területén honfoglalás kori leletek után kutatva. Az ásatás során kerültek elő az újkőkorszaki használati tárgyak a település legmagasabb pontján, az ún. Öregfaluban. A jelenlegi belterületen, a vasút mellett avar, római és Árpád-kori töredékek bizonyítják: folyamatosan volt élet a község területén.
Az első írásos feljegyzés 1270-ből való, amikor majorságként említik a falut. Birtokosa az Enessey család. A középkor folyamán több formában szerepel a település neve: 1368-ban Inse néven szerepel egy határjáró levélben, 1476-ban Enese. Sokat szenvedett a török hódoltság idején, a Bécs felé vonuló seregek égetik fel több alkalommal. A törökök a legnagyobb pusztítást 1553-ban okozták, a falu teljesen leégett, ekkor pusztult el az Enessey család levéltára is. Egy 1691-ben keletkezett kanonoki látogatási jegyzőkönyv Enesét még mindig az elpusztított falvak között említi.
A 16. századi jelentősebb birtokosok- természetesen az Enesseyek mellett – a gróf Cseszneky és Szapáry, valamint Iványos családok. 1526-ban a falu egyik fő birtokosa gróf Cseszneky György a tatai vár kapitánya. 1593-ban Babothy Lukácsné Cseszneky Anna és Cseszneky Jánosné a település legjelentősebb urai.
A 18. század második felében már a Hrabovszky, Mesterházy, Nagy és Székely családok szerepelnek birtokosként – az Enesseyek mellett. Az 1848–49-es forradalom és szabadságharc hírei eljutottak a faluba, a község esperese baráti és levelező viszonyban állt Kossuth Lajossal. Megalakult a Községi Honvédelmi Egylet, megrendelték Kossuth Hírlapját. A szabadságharc leverése után Enese önálló tanítói állást szerezhetett. Nagy változást jelentett a község életében Hetvényi István tanító érkezése 1860-ban. Az ő működésének eredményeként az enesei iskolát a legjobbak közé sorolták a megyében.
Fontos esemény volt a község életében a vasútállomás megnyitása 1870-ben. Enesének gőzmalma is volt, melyet 1907-ben vettek nyilvántartásba. Az első világháborúban 23 katona vesztette életét. A Nagyatádi-féle földreform következtében 42 házhelyet mértek ki. A világháborúban elesett hősök emlékét emlékmű őrzi a falu központjában.
A kiváló földrajzi adottságokkal rendelkező település a második világháború után megduplázta lakóinak számát.

## Közélete

### Polgármesterei
- 1990–1994: Böcskei György (független)[3]
- 1994–1998: Böcskei György (független)[4]
- 1998–2002: Mesterházy József (független)[5]
- 2002–2006: Mesterházy József (MDF)[6]
- 2006–2010: Mesterházy József (MDF)[7]
- 2010–2014: Mesterházy József Tibor (független)[8]
- 2014–2019: Mesterházy József Tibor (független)[9]
- 2019–2024: Mesterházy József Tibor (független)[10]
- 2024– : Mesterházy József (Fidesz-KDNP)[1]

## Népesség
A település népességének változása:
| Lakosok száma | 1745 | 1749 | 1734 | 1795 | 1743 | 1808 | 1828 |
|               | 2013 | 2014 | 2015 | 2021 | 2022 | 2023 | 2024 |

A 2011-es népszámlálás során a lakosok 86,6%-a magyarnak, 0,4% cigánynak, 0,7% németnek, 0,5% románnak mondta magát (13,3% nem nyilatkozott; a kettős identitások miatt a végösszeg nagyobb lehet 100%-nál). A vallási megoszlás a következő volt: római katolikus 55,6%, református 1,3%, evangélikus 10%, görögkatolikus 0,2%, felekezeten kívüli 6,1% (25,9% nem nyilatkozott).
2022-ben a lakosság 91,9%-a vallotta magát magyarnak, 0,3% ukránnak, 0,3% németnek, 0,2% románnak, 0,2% cigánynak, 0,1-0,1% lengyelnek, horvátnak, ruszinnak, szerbnek és szlováknak, 1,5% egyéb, nem hazai nemzetiségűnek (8% nem nyilatkozott; a kettős identitások miatt a végösszeg nagyobb lehet 100%-nál). Vallásuk szerint 45,2% volt római katolikus, 9,9% evangélikus, 2,4% református, 0,7% egyéb keresztény, 0,5% egyéb katolikus, 8,3% felekezeten kívüli (32,9% nem válaszolt).

## Látnivalók
- Babamúzeum

2001. június 23-án nyitotta meg kapuit Podmaniczky Miklósné. Marika évtizedeken át gyűjtötte a babákat. A kiállított babákat és jeleneteket folyamatosan megújítja, frissíti.
Látogatás: bejelentkezés alapján,
nyitvatartási idő nincs
Hely: Petőfi u., a vasúti átjáró mellett
- Helytörténeti gyűjtemény

Az általános iskolában rendezték be 2000-ben. Alapos gyűjtés előzte meg a községben, három helyiségben mutatja be Enese múltját a kiállítás. Megtekinthetünk egy teljesen berendezett konyhát és szobát. A harmadik teremben régi használati tárgyak, régiségek és az iskola története tárul a belépő elé.
Hely: Petőfi u. 24.
Látogatás: kulcs az iskolában, iskolaidőben
nyáron a polgármesteri hivatalban
- Három egykori kúria – Barcza, Tschurl, Kesserű – őrzi a 19. század építészetét. Ekkor jutottak birtokhoz a Dóczi, a Korn és a Bogner családok is.
- Két felekezetnek, az evangélikusnak és a katolikusnak, van temploma. A katolikus templom 1895-ben épült

## Képgaléria

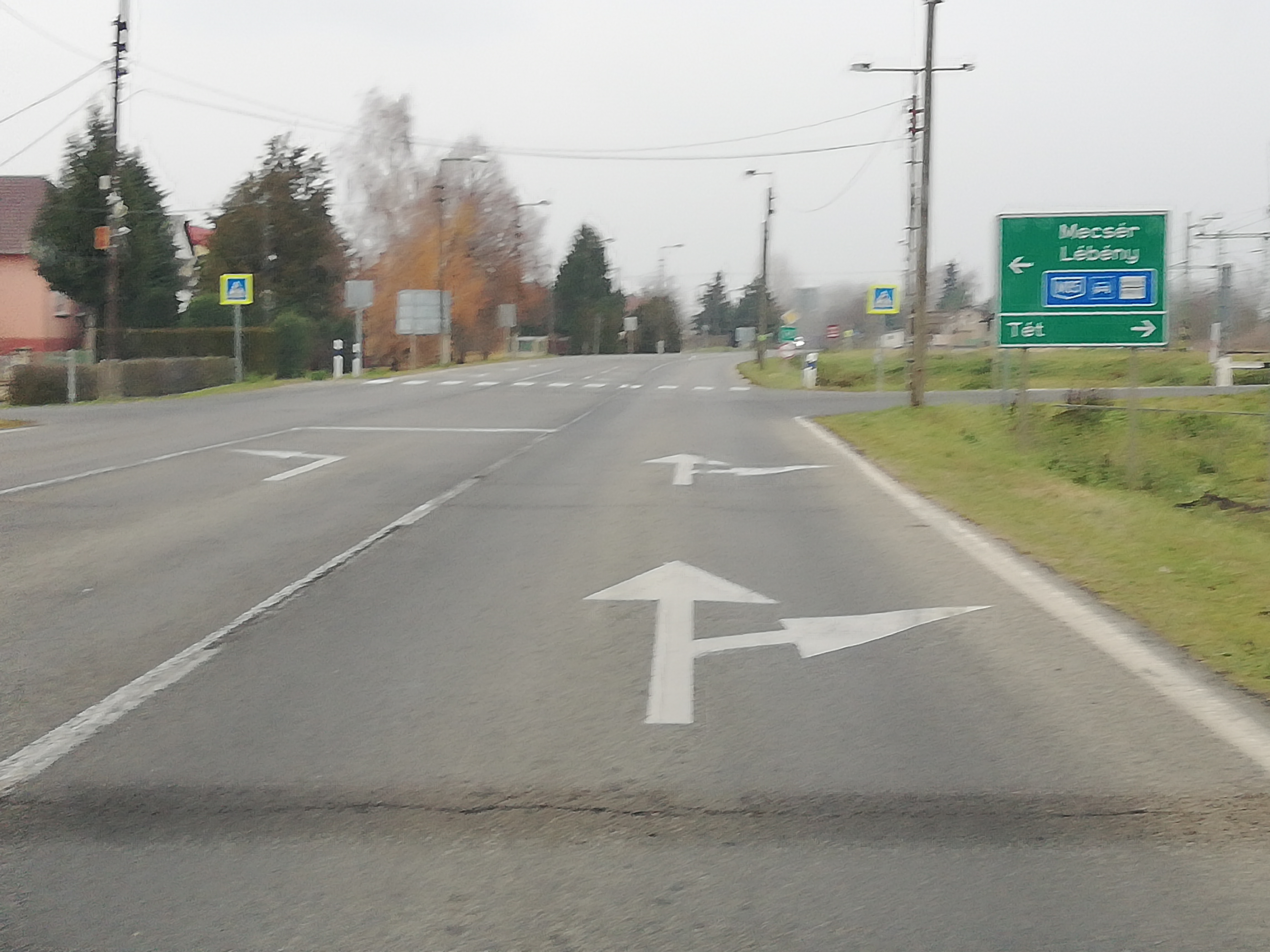
A 85-ös főút és a 8417-es út keresztezése Enese nyugati szélén
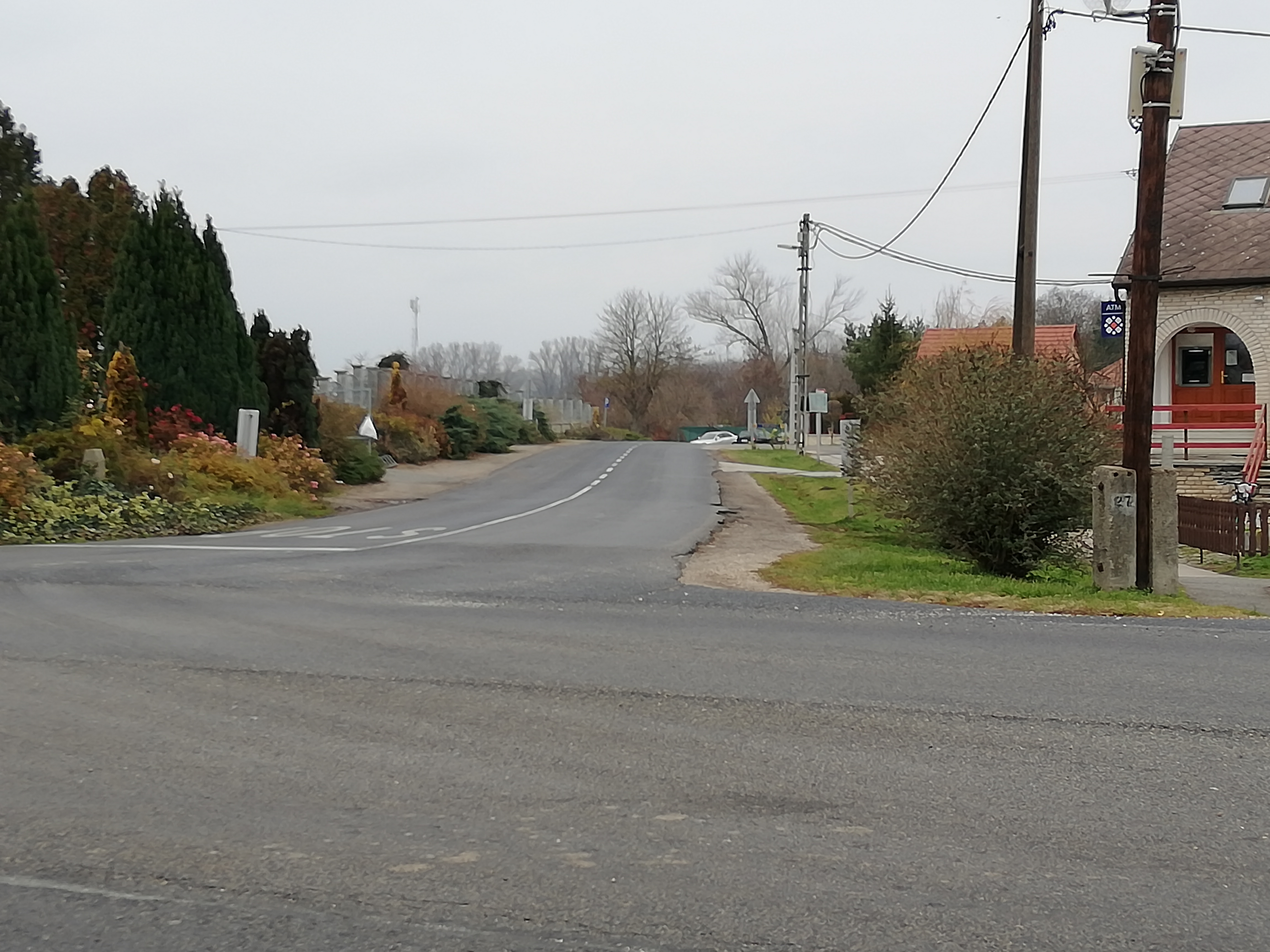
A 8417-es út a 85-ös felől északi irányban